# Vinko Bogataj
Vinko Bogataj (Brezovica pri Kropi, 4. ožujka 1948.), slovenski skijaš skakač. 
Proslavio se po spektakularnom padu 7. ožujka 1970. godine na svjetskom prvenstvu u skijaškim letovima u Oberstdorfu. Tijekom natjecanja snijeg je postajao sve jači. Dok je došao red na Bogataja, već je vrlo snažno sniježilo. Dok se spuštao shvatio je da ide prebrzo. Pokušao je spusitit svoje središte mase i prekinuti skok, no umjesto toga izgubio je ravnotežu i izletio sa skakaonice nemajući nikakvu kontrolu. Pao je uz silna prevrtanja, probivši ogradu blizu zapanjenih gledatelja. Prošao je samo s lakšim potresom mozga. American Broadcasting Company ga je uvrstio u svoju seriju Wide World of Sports kao neslavni Agony of Defeat" Taj spektakularni pad uvršten je u uvodnu špicu ABC-ova 'Wide World of Sports'. Sljedeće godine vratio se natjecanju i nakon te sezone prekinuo je redovnu natjecateljsku karijeru, uz povremena pojavljivanja na nekim natjecanjima.
Bogataj godinama nije bio svjestan svoje slave u Americi, pa ga je nemalo iznenadilo kad su ga pozvali na proslavu 20. obljetnice Wide World of Sportsa. Zapanjilo ga je kad su ga svjetski poznati športaši poput Muhammada Alija zamolili za autogram.

## Vanjske poveznice
- Vinko Bogataj na stranicama Međunarodne skijaške federacije